# Stade Nissan
Le Stade Nissan ou Nissan Stadium (en japonais : 日産スタジアム, Nissan Sutajiamu), autrefois connu comme le stade international de Yokohama ou International Stadium Yokohama (横浜国際総合競技場, Yokohama Kokusai Sōgō Kyōgi-jō) est un stade de football japonais situé à Yokohama dans la préfecture de Kanagawa au sein du Grand Tokyo au Japon. 
Il abrite aujourd'hui le club de Yokohama F. Marinos, qui évolue dans la J. League. Sa capacité est de 72 327 places (34 371 dans la ceinture inférieure, 37 956 dans la ceinture supérieure), ce qui en fait le plus grand stade du Japon en nombre de places devant le stade olympique national de Tokyo.

## Histoire
Le stade fut commencé en janvier 1994 (pour 60,3 milliards de yens) et inauguré en mars 1998 lors d'un match amical de football qui vit les Japonais s'imposer (2-1) face aux traditionnels rivaux Sud-Coréens. Le premier match de J. League qui s'y déroule se solde par une victoire (2-0) des Marinos face au Verdy Kawasaki.
Il accueillit également quatre matches de la Coupe du monde de football de 2002, et notamment la finale qui vit le Brésil couronné pour la cinquième fois de son histoire, face à l'Allemagne (2-0, doublé de Ronaldo) le 30 juin 2002.
Victime du "naming", le stade, dont les frais d'entretien sont payés pendant cinq ans par la marque automobile Nissan, a été renommé stade Nissan ou Nissan Stadium le 1er mars 2005.

## Structure et équipements

### Architecture
Les tribunes font le tour du terrain sans aucune rupture. Les tribunes ouest et est sont parallèles à la ligne de touche tandis que celles situées au nord et au sud sont légèrement incurvées derrière les buts. Les sièges sont disposés en rangés espacées les unes des autres de 90 cm et répartis sur deux ceintures. La ceinture inférieure est située 75 cm plus haut que le niveau de la pelouse.

### Capacité
Le Stade Nissan dispose en 2018 du plus grand nombre de places proposées dans un stade au Japon avec 72 327 places assises. 

### Équipements
Le terrain de jeu du Stade Nissan est en gazon naturel. Ce dernier repose sur 80 cm de matériaux drainants permettant le passage de tuyaux d'eau chaude situés à environ 30 cm de la surface. Ce système permet de contrôler la température de la pelouse en hiver. Le stade est équipé de 2 écrans géants vidéo mesurant 19 × 9 mètres.

## Événements
- 53e National Sports Festival of Japan 1998
- Coupe des confédérations 2001
- Finale de la Coupe du monde de football de 2002, 30 juin 2002
- Coupe intercontinentale 2002
- Coupe intercontinentale 2003
- Coupe intercontinentale 2004
- Championnat du monde des clubs de la FIFA 2005
- Coupe du monde des clubs de la FIFA 2006
- Coupe du monde des clubs de la FIFA 2007
- Coupe du monde des clubs de la FIFA 2008
- Coupe du monde des clubs de la FIFA 2011
- Coupe du monde des clubs de la FIFA 2012
- Coupe du monde des clubs de la FIFA 2015
- Coupe du monde des clubs de la FIFA 2016
- Relais mondiaux 2019
- Coupe du monde de rugby à XV 2019

### Coupe du monde de football de 2002
- Quatre matchs de la Coupe du monde de football de 2002 ont eu lieu au stade international de Yokohama :
  - 9 juin : Groupe H Japon 1 - 0 Russie (66 108 spectateurs) ;
  - 11 juin : Groupe E Arabie saoudite 0 - 3 Irlande (65 320 spectateurs) ;
  - 13 juin : Groupe G Équateur 1 - 0 Croatie (65 862 spectateurs) ;
  - 30 juin : Finale Brésil 2 - 0 Allemagne (69 029 spectateurs).

## Galerie de photos

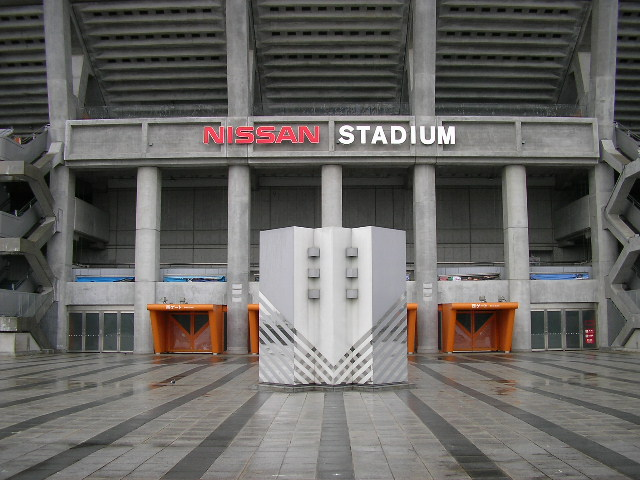
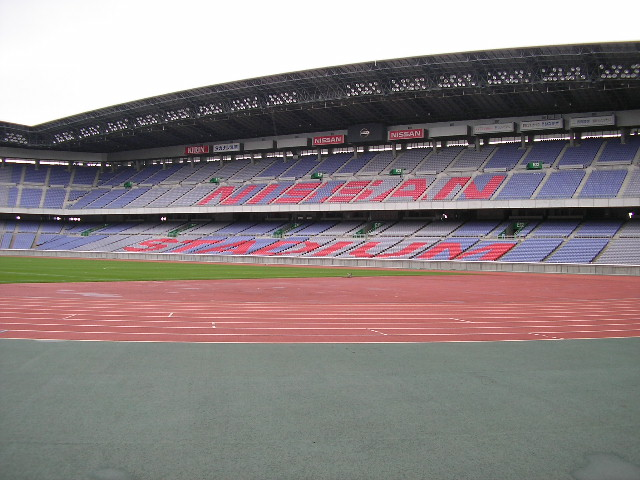
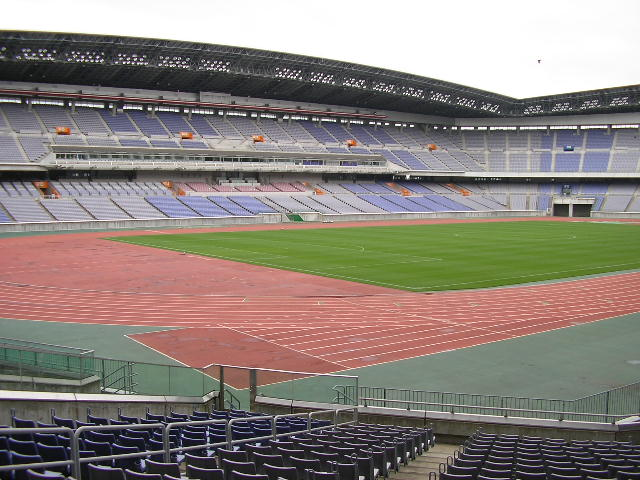
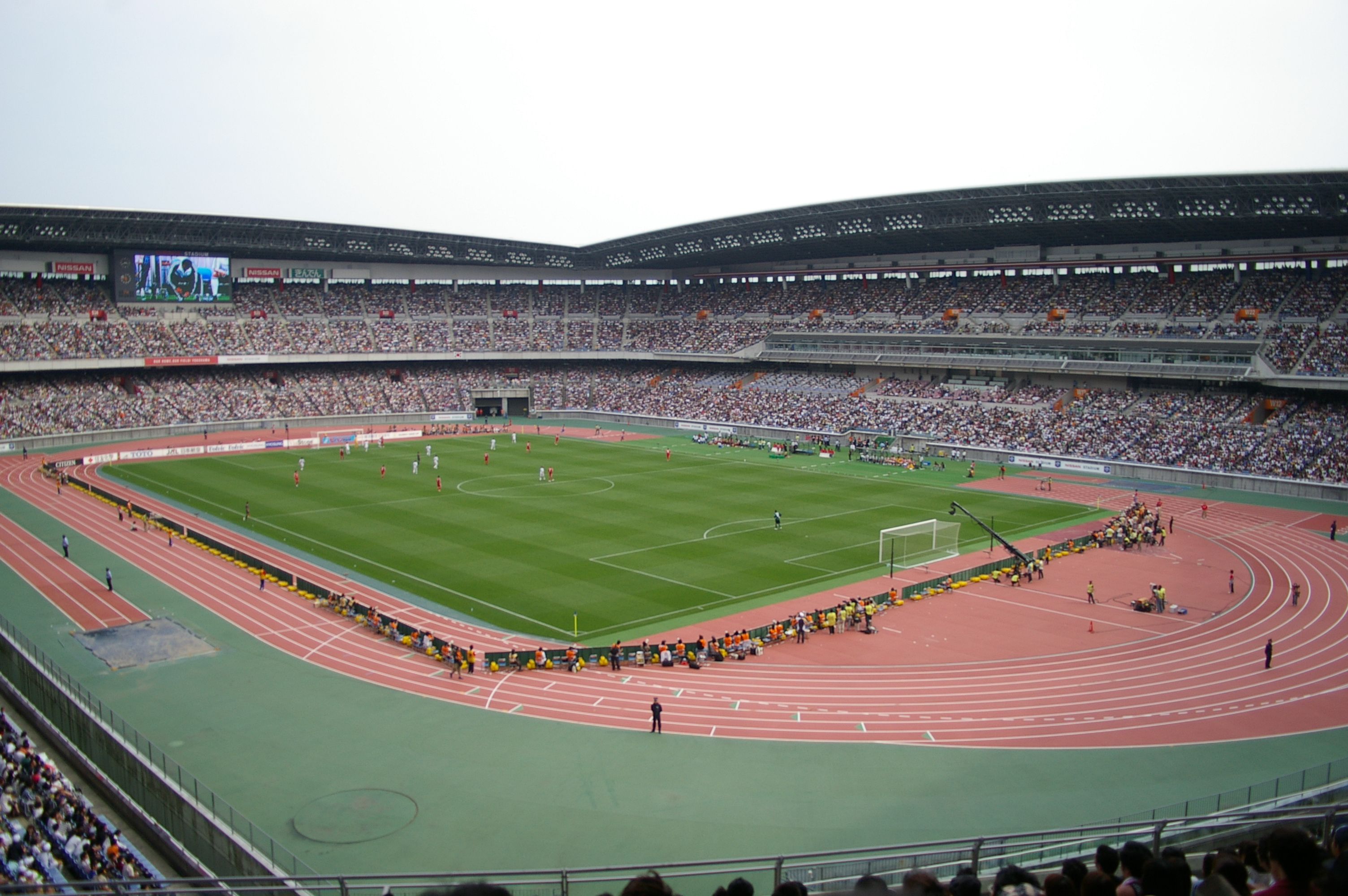
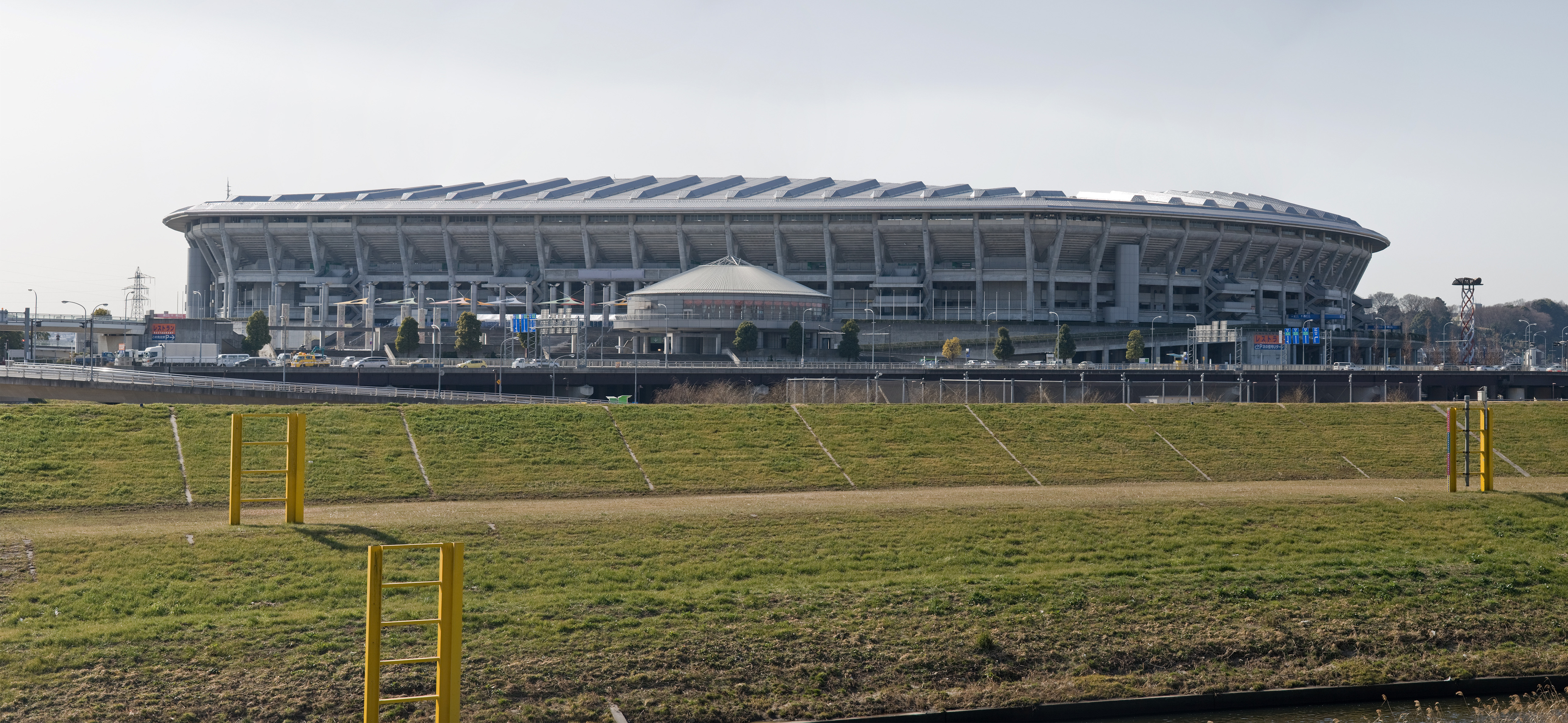